# Ist es leicht, jung zu sein?
Ist es leicht, jung zu sein? (lettisch Vai viegli būt jaunam?) ist ein sowjetischer Dokumentarfilm von 1986. Er zeigt in einer ungewöhnlichen Offenheit die Situation von Jugendlichen in der Sowjetunion zur Zeit der Perestroika. Er wurde mehrfach ausgezeichnet.

## Inhalt
Der lettische Dokumentarfilmer Juris Podnieks begleitete und filmte einige Jugendliche. 
Der Film berichtet über zentrale Probleme von Jugendlichen in der Sowjetunion, über Probleme mit den Erwachsenen, über Unsicherheiten bezüglich der eigenen Identität und Lebensweise. Es werden Punks und eine verbotene Band mit Konzertaufnahmen gezeigt, es wird über ein Gerichtsverfahren gegen einige von ihnen wegen Vandalismus in einem Zug nach einem Konzert berichtet, weiterhin kommt ein Afghanistan-Heimkehrer mit seinen Traumata zu Wort, eine junge Mutter berichtet über ihre Ängste nach der kurz zuvor erfolgten AKW-Katastrophe von Tschernobyl, Drogenabhängige und ein Anhänger der verbotenen Hare-Krishna-Bewegung erzählen von sich.
Es gibt keinerlei Kommentare in dem Film, es sind nur die Jugendlichen und deren Lebenssituation zu sehen und zu hören.

## Rahmenbedingungen
Sowjetunion
Der Film wurde 1986 zuerst in Moskau und Riga gezeigt. Es war das erste Mal, dass in dieser schonungslosen Offenheit Probleme der sowjetischen Gesellschaft angesprochen wurden. Der Film führte zu intensiven Diskussionen über die tatsächliche Situation des Landes, das sonst meist nur in beschönigenden Darstellungen in den Medien beschrieben worden war.
Michail Gorbatschow bezeichnete ihn später als eine Schwalbe der Perestroika, was offenbar eine Vorreiterrolle meinte.
Der Film ermutigte andere Filmemacher in Lettland und in der übrigen Sowjetunion, sich ungezwungener kritischen Themen zu widmen und stärkte auch das Selbstbewusstsein der lettischen Kultur und Unabhängigkeitsbestrebungen.
Ausland
Der Film wurde in über 80 Ländern gezeigt und erhielt eine hohe Anerkennung. In der DDR wurde er 1987 oder 1988 mit dem Titel Es ist nicht leicht, jung zu sein aufgeführt, etwa zeitgleich mit einigen weiteren Perestroika-Filmen (Die Kommissarin, Geh und sieh). Auch hier gab es eine große Verwirrung über diese Darstellung sowjetischer Realitäten, die in dieser Offenheit noch nie vorher zu sehen waren. In der Bundesrepublik wurde der Film seit Mai 1988 in Kinos gezeigt und erhielt auch hier viel Anerkennung.
Spätere Aufführungen
Auch in den folgenden Jahrzehnten gab es Wiederaufführungen dieses besonderen Films bei verschiedenen Retrospektiven in Deutschland und anderen Ländern.

## Rezensionen
„Ist es leicht, jung zu sein? ist ein spannender Film, weil er keine Lösungen parat hält. Er ist auf der permanenten Suche nach möglichen Lebenswegen und Sackgassen, er demonstriert Jugend - so wie sie ist - und kein sozialtherapeutisches Gewäsch oder Politikergequassel. (...) Eine Meditation über den Sinn von Jugend, ihre Hoffnung, Ängste und Unwissenheit, ohne jedes Pathos, das bislang immer den sowjetischen Film ‘auszeichnete’.“

„Der Dokumentarfilm verzichtet auf einen durchgehenden Kommentar. Was ihn vor ähnlichen Filmen im Westen auszeichnet, ist seine ungebrochene humanistische Grundhaltung. Sie ist die Leitplanke, an der entlang Juris Podnieks die Bilder der von ihm ausgewählten jungen Sowjetbürger und das, was sie über sich selbst zu sagen haben, montiert hat. Sie gibt seinem Film den Pulsschlag, Leben und Wärme.“

„Ein anstrengender Film, aber spannend. Auch weil er ein Stück sowjetischer Realität zeigt, die vorher noch nie zu sehen war.“